# 勝義諦
勝義諦（しょうぎたい）とは、仏教において、言葉を超え、世俗・世間の判断を超えた究極的な最高の真理のこと。仏教の目ざす悟り、すなわち涅槃を指す。勝義（巴: paramattha）、真諦ともいう。世俗諦の語とともに用いられる仏教用語であり、世俗諦と合わせて二諦とされる以外は、解釈にさまざまな説がある。
勝義諦の語は部派仏教時代の阿含経には現れないが、部派の論蔵（毘曇部）では世俗諦の語とともにすで見られる。

## 部派仏教

### 上座部大寺派
上座部仏教においては、主に「世界」を構成する不変・恒常の「法」（ダルマ）のことを指し、それ以外についての世俗的な概念（施設（せせつ）・仮設（けせつ）・仮名（けみょう））群と対比される。
林隆嗣によれば、上座部においては二諦を説くが、説一切有部の『大毘婆沙論』に比べて、二諦説に基づく論説は深化しなかったという。

#### アビダンマッタ・サンガハの勝義
Tattha vuttābhidhammatthā catudhā paramatthato, cittaṃ cetasikaṃ rūpaṃ, nibbānaṃ iti sabbathā.

ここに言われるアビダンマの義は、勝義としては、全部で心（Citta）と心所（cetasikaṃ）と色（rūpa）と涅槃の四種である。
—アビダンマッタ・サンガハ, 第1章
参考概念として、アビダンマッタ・サンガハなどの記述に依り、以下の計170法を、「性質（＝自性）が変わることが無い法」としての「勝義法」（第一義法、巴: paramattha dhamma, パラマッタ・ダンマ）として挙げる。
- 心（しん、巴: Citta, チッタ）（89）
  - 欲界心（よくかいしん、巴: kāmāvacara citta, カーマーヴァチャラ・チッタ）（54）
    - 欲界浄心（よくかいじょうしん、巴: kāmāvacara sobhana citta, カーマーヴァチャラ・ソーバナ・チッタ）（24） - 無貪、無瞋、無痴などの因を含む心
      - 大善心（だいぜんしん、巴: mahā kusala citta, マハークサラ・チッタ）（8）
      - 大異熟心（だいいじゅくしん、巴: mahā vipāka citta, マハーヴィパーカ・チッタ）（8）
      - 大唯作心（だいゆいさしん、巴: mahā kiriya citta, マハーキリヤ・チッタ）（8）

    - 欲界不浄心（よくかいふじょうしん、巴: kāmāvacara asobhana citta, カーマーヴァチャラ・アソーバナ・チッタ）（30） - 「欲界浄心」以外の心
      - 不善心（ふぜんしん、巴: akusala citta, アクサラ・チッタ）（12） - 貪、瞋、痴などの因を含む心
        - 貪根心（とんこんしん、巴: lobha mūla citta, ローバ・ムーラチッタ）（8）
        - 瞋根心（しんこんしん、巴: dosa mūla citta, ドーサ・ムーラチッタ）（2）
        - 痴根心（ちこんしん、巴: moha mūla citta, モーハ・ムーラチッタ）（2）

      - 無因心（むいんしん、巴: ahetuka citta, アヘートゥカ・チッタ）（18） - 無貪、無瞋、無痴、貪、瞋、痴などの因を含まない心
        - 不善異熟心（ふぜんいじゅくしん、巴: akusala vipāka citta, アクサラ・ヴィパーカ・チッタ）（7）
        - 無因善異熟心（むいんぜんいじゅんくしん、巴: ahetuka kusala vipāka citta, アヘートゥカ・クサラ・ヴィパーカ・チッタ）（8）
        - 無因唯作心（むいんゆいさしん、巴: ahetuka kiriya vipāka citta, アヘートゥカ・キリヤ・ヴィパーカ・チッタ）（3）

  - 色界心（しきかいしん、巴: rūpāvacara citta, ルーパーヴァチャラ・チッタ）（15）
    - 色界善心（しきかいぜんしん、巴: rūpāvacara kusala citta, ルーパーヴァチャラ・クサラ・チッタ）（5）
    - 色界異熟心（しきかいいじゅくしん、巴: rūpāvacara vipāka citta, ルーパーヴァチャラ・ヴィパーカ・チッタ）（5）
    - 色界唯作心（しきかいゆいさしん、巴: rūpāvacara kiriya citta, ルーパーヴァチャラ・キリヤ・チッタ）（5）

  - 無色界心（むしきかいしん、巴: arūpāvacara citta, アルーパーヴァチャラ・チッタ）（12）
    - 無色界善心（むしきかいぜんしん、巴: arūpāvacara kusala citta, アルーパーヴァチャラ・クサラ・チッタ）（4）
    - 無色界異熟心（むしきかいいじゅくしん、巴: arūpāvacara vipāka citta, アルーパーヴァチャラ・ヴィパーカ・チッタ）（4）
    - 無色界唯作心（むしきかいゆいさしん、巴: arūpāvacara kiriya citta, アルーパーヴァチャラ・キリヤ・チッタ）（4）

  - 出世間心（しゅっせけんしん、巴: lokuttara citta, ロークッタラ・チッタ）（8）
    - 道心（どうしん、巴: magga citta, マッガ・チッタ）（4）
    - 果心（かしん、巴: phala citta, パラ・チッタ）（4）
- 心所（しんじょ、巴: Cetasika, チェータシカ）(52) --- 心機能
  - 同他心所（どうたしんじょ、巴: aññasamāna cetasika, アンニャサマーナ・チェータシカ）（13） --- 協働中立的機能
    - 共一切心心所（くいっさいしんしんじょ、巴: sabba-citta-sādhārana cetasika, サッバチッタサーダーラナ・チェータシカ）（7） --- 一般共通機能
      - 触（そく、巴: phassa, パッサ）
      - 受（じゅ、巴: vedanā, ヴェーダナー）
      - 想（そう、巴: saññā, サンニャー）
      - 思（し、巴: cetanā, チェータナー）
      - 一境性（いっきょうしょう、巴: ekaggatā, エーカッガター）
      - 命根（みょうこん、巴: jīvitindriya, ジーヴィティンドリヤ）
      - 作意（さい、巴: manasikāra, マナシカーラ）

    - 雑心所（ぞうしんじょ、巴: pakinnaka cetasika, パキンナカ・チェータシカ）（6） --- 特殊機能
      - 尋（じん、巴: vitakka, ヴィタッカ）
      - 伺（し、巴: vicāra, ヴィチャーラ）
      - 勝解（しょうげ、巴: adhimokkha, アディモッカ）
      - 精進（しょうじん、巴: viriya, ヴィリヤ）
      - 喜（き、巴: pīti, ピーティ）
      - 意欲（いよく、巴: chanda, チャンダ）

  - 浄心所（じょうしんじょ、巴: sobhana cetasika, ソーバナ・チェータシカ）（25） --- 善機能
    - 【共浄心所】（19）
      - 信（しん、巴: saddhā, サッダー）
      - 念（ねん、巴: sati, サティ）
      - 慚（ざん、巴: hiri, ヒリ）
      - 愧（ぎ、巴: ottappa, オッタッパ）
      - 無貪（むとん、巴: alobha, アローバ）
      - 無瞋（むしん、巴: adosa, アドーサ）
      - 中捨（ちゅうしゃ、巴: tatramajjhattatā, タトラマッジャッタター）
      - 身軽安（しんきょうあん、巴: kāyappassaddhi, カーヤッパッサッディ）
      - 心軽安（しんきょうあん、巴: cittappassaddhi, チッタッパッサッディ）
      - 身軽快（しんきょうかい、巴: kāyalahutā, カーヤラフター）
      - 心軽快（しんきょうかい、巴: cittalahutā, チッタラフター）
      - 身柔軟性（しんにゅうなんしょう、巴: kāyamudutā, カーヤムドゥター）
      - 心柔軟性（しんにゅうなんしょう、巴: cittamudutā, チッタムドゥター）
      - 身適合性（しんちゃくごうしょう、巴: kāyakammaññatā, カーヤカンマンニャター）
      - 心適合性（しんちゃくごうしょう、巴: cittakammaññatā, チッタカンマンニャター）
      - 身練達性（しんれんだつしょう、巴: kāyapāguññatā, カーヤパーグンニャター）
      - 心練達性（しんれんだつしょう、巴: cittapāguññatā, チッタパーグンニャター）
      - 身端直性（しんたんじきしょう、巴: kāyujukatā, カーユジュカター）
      - 心端直性（しんたんじきしょう、巴: cittujukatā, チットゥジュカター）

    - 【離心所】（3）
      - 正語（しょうご、巴: sammā-vācā, サンマーヴァーチャー）
      - 正業（しょうごう、巴: sammā-kammanta, サンマーカンマンタ）
      - 正命（しょうみょう、巴: sammā-ājīva, サンマーアージーヴァ）

    - 【無量心所】（2）
      - 悲（ひ、巴: karunā, カルナー）
      - 喜（き、巴: muditā, ムディター）

    - 【智慧の心所】（1）
      - 慧根（えこん、巴: paññindriya, パンニンドゥリヤ）

  - 不善心所（ふぜんしんじょ、巴: akusala cetasika, アクサラ・チェータシカ）（14） --- 悪機能
    - 【欲系】（3）
      - 貪（とん、巴: lobha, ローバ）
      - 見（けん、巴: diṭṭhi, ディッティ）
      - 慢（まん、巴: māna, マーナ）

    - 【怒系】（4）
      - 瞋（しん、巴: dosa, ドーサ）
      - 嫉（しつ、巴: issā, イッサー）
      - 慳（けん、巴: macchariya, マッチャリヤ）
      - 悪作（おさ/あくさ、巴: kukkucca, クックッチャ）

    - 【痴系】（4）
      - 痴（ち、巴: moha, モーハ）
      - 無慚（むざん、巴: ahirika, アヒリカ）
      - 無愧（むぎ、巴: anottappa, アノッタッパ）
      - 掉挙（じょうこ、巴: uddhacca, ウッダッチャ）

    - 【その他】（3）
      - 昏沈（こんじん、巴: thīna, ティーナ）
      - 睡眠（すいめん、巴: middha, ミッダ）
      - 疑（ぎ、巴: vicikicchā, ヴィチキッチャー）
- 色（しき、巴: Rūpa, ルーパ）（28） --- 物質
  - 完色（かんしき、巴: nipphanna-rūpa, ニッパンナ・ルーパ）（18） --- 第一義的に存在する物質
    - 四大（しだい、巴: mahābhūta, マハーブータ）（4）
      - 地（ち、巴: pathavī, パタヴィー）
      - 水（すい、巴: āpo, アーポー）
      - 火（か、巴: tejo, テージョー）
      - 風（ふう、巴: vāyo, ヴァーヨー）

    - 浄色（じょうしき、巴: pasāda-rūpa, パサーダ・ルーパ）（5） --- 五根
      - 眼（げん、巴: cakkhu, チャック）
      - 耳（に、巴: sota, ソータ）
      - 鼻（び、巴: ghāna, ガーナ）
      - 舌（ぜつ、巴: jivhā, ジヴァー）
      - 身（しん、巴: kāya, カーヤ）

    - 境色（巴: gocara-rūpa, ゴーチャラ・ルーパ）（4（+3）） --- 五境
      - 色（しき、巴: rūpa, ルーパ）
      - 声（しょう、巴: sadda, サッダ）
      - 香（こう、巴: gandha, ガンダ）
      - 味（み、巴: rasa, ラサ）
      - 触（そく、巴: phoṭṭhabba, ポッタッバ） - 触れる対象としての色（地・火・風）

    - 性色（しょうしき、巴: bhāva-rūpa, バーヴァ・ルーパ）（2）
      - 男性（なんしょう、巴: purisabhāva, プリサバーヴァ）
      - 女性（にょしょう、巴: itthibhāva, イッティバーヴァ）

    - 心色（しんしき、巴: hadaya-rūpa, ハダヤ・ルーパ）（1）
      - 心基（しんき、巴: hadaya vatthu, ハダヤ・ヴァットゥ）心が依止する色法。

    - 命色（みょうしき、巴: jīvita-rūpa, ジーヴィタ・ルーパ）（1）
      - 命根（みょうこん、巴: jīvitindriya, ジーヴィティンドリヤ）

    - 食色（じきしき、巴: āhāra-rūpa, アーハーラ・ルーパ）（1）
      - 段色（だんじき、巴: kabaḷīkāra-āhāra, カバリーカーラ・アーハーラ）栄養素。滋養素（巴: ojā, オージャー）とも。[8]

  - 非完色（ひかんしき、巴: anipphannā-rūpa, アニッパンナー・ルーパ）（10） --- 完色の特殊状態。第一義としては存在しない施設（せせつ、巴: paññatti）である色。
    - 分断色（ぶんだんしき、巴: pariccheda-rūpa, パリッチェーダ・ルーパ）（1）
      - 虚空界（こくうかい、巴: ākāsa, アーカーサ）物質間の隙間

    - 表色（ひょうしき、巴: viññatti-rūpa, ヴィンニャッティ・ルーパ）（2） --- 意思表示の際に生じる身・語の物質
      - 身表（しんひょう、巴: kāya-viññatti, カーヤ・ヴィンニャッティ）
      - 語表（ごひょう、巴: vacī-viññatti, ヴァチー・ヴィンニャッティ）

    - 変化色（へんげしき、巴: vikāra-rūpa, ヴィカーラ・ルーパ）（3（+2））
      - 色軽快性（しききょうかいしょう、巴: rūpa-lahutā, ルーパ・ラフター）
      - 色柔軟性（しきにゅうなんしょう、巴: rūpa-mudutā, ルーパ・ムドゥター）
      - 色適業性（しきしゃくごうしょう、巴: rūpa-kammaññatā, ルーパ・カンマンニャター） （＋ 表色（2））

    - 相色（そうしき、巴: lakkhaṇa-rūpa, ラッカナ・ルーパ）（4）
      - 色積集（しきしゃくじゅう、巴: upacaya, ウパチャヤ）
      - 色相続（しきそうぞく、巴: santati, サンタティ）
      - 色老性（しきろうしょう、巴: jaratā, ジャラター）
      - 色無常性（しきむじょうしょう、巴: aniccatā, アニッチャター）
- 涅槃（ねはん、巴: Nibbāna, ニッバーナ）（1）

## 大乗仏教

### 天台
天台教学を確立した天台智顗は、二諦、三諦や空観・仮観・中観を説いた『摩訶止観』の中で、世俗諦と勝義諦の語を全く用いずに二諦を説いた。